# Флаг Нововаршавского района
Флаг муниципального образования Нововарша́вский муниципальный район Омской области Российской Федерации является официальным символом муниципального образования, отражающим исторические, культурные, национальные и иные местные традиции и особенности.
Ныне действующий флаг утверждён 27 декабря 2007 года и внесён в Государственный геральдический регистр Российской Федерации с присвоением регистрационного номера 3729.

## Описание
«Прямоугольное полотнище, воспроизводящее Герб Нововаршавского муниципального района в жёлтом, синем и зелёном цветах».
Геральдическое описание флага гласит:
«Флаг Нововаршавского района представляет собой прямоугольное полотнище жёлтого цвета с отношением ширины к длине 2:3. Из верхнего угла у древка к нижнему углу против древка проведена диагональная волнистая полоса синего цвета шириной 1/5 (или 1/6) ширины полотнища. В центре верхней половины полотнища — летящий к древку ястреб зелёного цвета. В нижней половине полотнища — четыре зелёных полукруга: два один над другим, третий между ними и ближе к свободному краю, четвёртый на одной высоте с нижним из двух и ближе к свободному краю, чем третий».

## Символика флага
Волнистая полоса синего цвета указывает на главную водную артерию Омской области, проходящую рядом с территорией района, — реку Иртыш, которая является основным природным фактором для освоения и успешного развития данной территории.
В верхней части флага помещено стилизованное изображение ястреба, парящего над просторами степей. Эта свободолюбивая, зоркая и быстрая птица, в изобилии обитающая в степной зоне, символизирует прозорливость и самостоятельность жителей района. Зелёный цвет птицы, охраняющей урожай, символизирует жизненные силы и возрождение.
В нижней части флага помещены четыре кургана зелёного цвета, изображающие историко-археологический памятник — древние захоронения. Четыре — два больших и два малых — кургана находятся на территории современного Нововаршавского района. Кроме того, число «четыре» отсылает к четверочастному порядку мира: четыре стороны света, четыре стихии и т. д., а в нумерологии — это число земли; источник, корень всех вещей. Жёлтый цвет полотнища символизирует щедрость и достаток и означает хлебное поле, указывая на земледелие как основу хозяйственной деятельности и благополучия Нововаршавского района.
Золото — символ богатства, справедливости и великодушия. Металл. Изображается золотом или жёлтым цветом, графически изображается точками.
Зелень — символ надежды, радости и изобилия. Финифть (эмаль). Изображается зелёным цветом, графически изображается диагональными линиями справа.
Лазурь — символ красоты, мягкости и величия. Финифть (эмаль). Изображается синим или голубым цветом, графически изображается горизонтальными линиями.

## История
Первый флаг Нововаршавского района был утверждён 30 августа 2006 года решением Совета Нововаршавского муниципального района № 169.

### Описание
«Флаг Нововаршавского района представляет собой прямоугольное полотнище, разделённое синей волнистой перевязью справа по диагонали на верхнюю скошенную часть белого цвета и нижнюю скошенную часть жёлтого цвета.
Отношение ширины флага к его длине 2:3».
Геральдическое описание флага Нововаршавского района гласило:
«Прямоугольное полотнище, разделённое лазуревой волнистой перевязью справа на верхнюю белую и нижнюю жёлтую части.
Отношение ширины флага к его длине 2:3».
В описании флага были применены геральдические термины, используемые только для описания гербов. Правая перевязь — диагональная полоса исходящая от правого плеча держащего перед собой геральдический щит.

### Символика флага
Белый цвет символизирует миролюбие и добрую волю.
Жёлтый цвет означает достаток и символизирует хлебное поле, указывая на земледелие как основу хозяйственной деятельности района.
Волнистая перевязь лазуревого (синего, голубого) цвета символизирует основную водную артерию региона — реку Иртыш.
Синий цвет перевязи символизирует красоту и величие.
Рассмотрев замечания, высказанные в письме Геральдического совета при Президенте Российской Федерации от 18 июня 2007 года за № А-62-2-297, решением Совета Нововаршавского муниципального района Омской области от 27 декабря 2007 года № 265, в рисунок и описание флага были внесены изменения и утверждён новый, ныне действующий, флаг.